# Isla Codfish
La Isla Codfish (también llamada Whenua Hou) es una pequeña isla ubicada al oeste de la Isla Stewart, al sur de Nueva Zelanda. Tiene una superficie de 14 km², y alcanza una altura de 249 m s. n. m., cerca de la costa sur.
Después de la erradicación de las comadrejas y otros predadores, se convirtió en un santuario de aves, y principal foco de los esfuerzos para recuperar a los kakapos. La mayor parte de las crías de kakapos, en peligro de extinción, están en esta isla. También aloja mistacínidos, kākā, pericos, pingüinos azules, patos negros, y otras aves. En las costas, se crían pingüinos amarillos y pingüinos de Fiorland.
Codfish es frecuentada por científicos e investigadores, empleados del Departamento de Conservación y otros voluntarios, y acceden a la isla en avionetas o helicópteros. Está cerrada para el público en general, y está prohibido el aterrizaje sin autorización previa.
El nombre refiere al bacalao azul (en inglés, "blue cod"), el cual se pesca en las aguas cercanas a la isla, para su comercio. El nombre maorí, Whenua Hou, significa "tierra nueva".
- Datos: Q944257
- Multimedia: Codfish Island / Q944257